# Mesa del Cobre
Mesa del Cobre es una localidad en el municipio de San Martín Hidalgo en el estado mexicano de Jalisco, aproximadamente 2 horas al suroeste de Guadalajara.

## Toponimia
El nombre oficial de La Mesa del Cobre proviene de su color naranja cobre oscuro. Aunque no se sientan en la parte superior de una mesa es parte del nombre del pueblo.

## Demografía
La población de Mesa del Cobre es de unos 50 habitantes desde 2005.

## Historia
La ciudad fue fundada en 1890 por colonos de tierras en las ciudades cercanas en busca de tierras agrícolas. La ciudad solía ser un bosque hasta que se liquidó en 1890. 

## Economía
La mayor parte de su economía depende de la agricultura. El 90% de ella es la exportación de agave para la producción de tequila, sábila y maíz. 

## Turismo
El Cerro de Huehuenton (8399 pies) es el más alto punto elevado en la Sierra de Quila que rodea la ciudad y es visitado por más de 500 personas al año.

## Ubicación
20°21′0″N 104°1′0″W20.35°N 104.01667°W Coordenadas: 20 ° 21'0 "N 104 ° 1'0"  / 20.35  104.01667 ° / 20.35, -104.01667 
La población se encuentra a una elevación de 581 sobre el nivel del mar.